# Samsung Galaxy J3 (2016)
Il Samsung Galaxy J3 (2016) è uno smartphone Android single o dual SIM di fascia bassa prodotto da Samsung, facente parte della serie Galaxy J.
Nella versione per il mercato cinese si chiama Galaxy J3 Pro e differisce dal J3 (2016) per la presenza di un chipset Snapdragon 410.

## Caratteristiche tecniche

### Hardware
Il Galaxy J3 (2016) è uno smartphone con form factor di tipo slate, misura 142.3 x 71 x 7.9 millimetri e pesa 138 grammi.
Il dispositivo è dotato di connettività GSM, HSPA, LTE, di Wi-Fi 802.11 b/g/n con supporto a Wi-Fi Direct e hotspot, di Bluetooth 4.0/4.1 con A2DP ed LE, di GPS con A-GPS e GLONASS, di NFC (in base alla versione) e di radio FM RDS. Ha una porta microUSB 2.0 OTG ed un ingresso per jack audio da 3.5 mm.
Il Galaxy J3 (2016) è dotato di schermo touchscreen capacitivo da 5 pollici di diagonale, di tipo S-AMOLED con aspect ratio 16:9 e risoluzione HD 720 x 1280 pixel (densità di 294 pixel per pollice), protetto da un vetro Asahi Dragontrail Glass. La scocca è in plastica. La batteria agli ioni di litio da 2600 mAh è removibile dall'utente.
Il chipset è uno Spreadtrum SC9830 (Exynos 3475 Quad in USA), con CPU quad-core formata da 4 Cortex-A7 a 1.5 GHz (1.3 in USA) e GPU Mali-400 (Mali-T720 in USA). La memoria interna, di tipo eMMC 4.5, è da 8 o 16 GB, mentre la RAM è di 1.5 o 2 GB (in base alla versione).
La fotocamera posteriore ha un sensore da 8 megapixel, dotato di autofocus, HDR e flash LED (5 megapixel in USA), in grado di registrare al massimo video HD a 30 fotogrammi al secondo, mentre la fotocamera anteriore è da 5 megapixel (2 in USA).

### Software
Il sistema operativo originale è Android in versione 5.1.1 Lollipop. In gran parte del mercato europeo, Italia inclusa, non ha ricevuto alcun aggiornamento maggiore del sistema operativo, mentre in altri mercati ha ricevuto almeno Android 6.0.1 Marshmallow. Il modello americano brandizzato AT&T è invece aggiornabile addirittura fino alla versione 7.1.1 Nougat.
Ha l'interfaccia utente TouchWiz.